# 20 сигарет
«20 сигарет» (рос. 20 сигарет) — російський художній фільм 2007 року, дебют режисера Олександра Горновського і кінокомпанії DANAIS films. Дія відбувається в 2000-ні роки в Москві. У центрі подій знаходиться головний герой Андрій, менеджер-рекламщик, який починає день з того, що намагається відстояти свої принципи, а закінчує — зрадою самого себе. Фільм вийшов на екрани 11 жовтня 2007 року.

## Зміст
Один день з життя сучасної молодої людини — менеджера великого рекламного агентства. За цей день він викурює пачку сигарет, з кожною сигаретою і сценою фільму вихор подій і конфліктів закручується довкола нього усе щільніше.

## Ролі
| Актор          | Роль                             |
| -------------- | -------------------------------- |
| Ілля Любимов   | Андрій                           |
| Оскар Кучера   | Борис                            |
| Максим Суханов | Мануїл Петрович                  |
| Галина Тюніна  | Королева йогуртів                |
| Ірина Барська  | близнючка                        |
| Дар'я Барська  | близнючка                        |
| Анна Слинько   | Ліза                             |
| Ольга Волкова  | Зінаїда Аркадіївна (теща Андрія) |

## Рецензії
|  | Зізнаюся, від фільму зі слоганом «Живи. Вирішуй. Дій» можна було чекати куди гіршого. У сценариста Дмитра Соболєва, який до цього часу був відомий завдяки фільму «Острів» (тематичний діапазон, проте, вражає!), виявився якийсь авторський почерк: у фільмах за його сценаріями повно смакових провалів і нестерпно погані останні десять хвилин, але при цьому залишається привід для розмови, предмет, так би мовити, обговорення. Соболєв і режисер-дебютант Олександр Горновський створили такого кіно-Гришковця, і це в жодному разі не обзивательства — чому б і ні? Їм дістало, наприклад, розуму не ввести в сюжет жодної людини з народу, так що вийшов соціально чистий портрет менеджерського прошарку на тлі нескінченних будівництв Москви. У них немає ніякого щасливого кінця, що теж найвищою мірою похвально. Вони вклалися в людські півтори години часу і придумали штуку з крупно написаним на пачці кількістю сигарет, що залишилися Андрію. Звичайно, пишатися таким нехитрим винаходом слід було б трохи менш помітно, але завдяки цій чесності глядачі завжди знають, скільки ще залишилося до кінця, і можуть розміряти свої сили. |

 — пише Петро Фаворов в журналі Афіша.
|  | У цьому фейлетоні про життя менеджерів середньої ланки все «майже»: він більш-менш актуальний, секундами не дурний. Крім того, в «20 сигаретах» є славна сцена: сюрреалістичний сексистський монолог Максима Суханова про бджіл: «Наш світ пожирають матки». Решта дуже сумно. Вектор критичної думки вичитаний в популярній літературі — у Паланіка, Бегбедера, Мінаєва. Магістральна тема: викриємо офісний планктон! |

 — Пише Кирило Альохін в журналі Timeout.

## Збори
Вийшовши в російський прокат у кількості 208 копій, картина в перший тиждень зібрала 561 236 доларів. Всього картина зібрала 993 050 доларів, а кількість глядачів склала понад 150 000 осіб.
Під час показу в Україні, що розпочався 11 жовтня 2007 року, протягом перших вихідних фільм демонстрували на 40 екранах, що дозволило йому зібрати $ 85 439 і посісти 2 місце в кінопрокаті того тижня. Фільм опустився на четверту сходинку українського кінопрокату наступного тижня, хоч досі демонструвався на 40 екранах і зібрав за ті вихідні ще $ 36 727. Загалом фільм в кінопрокаті України пробув 2 тижні й зібрав $ 159 261, посівши 80 місце серед найбільш касових фільмів 2007 року.

## Номінації
Фільм увійшов до конкурсної програми МКФ в Тибуроні у 2008 році.

## Факти
- На пачці, яку протягом дня викурює Андрій, написано кількість залишилися йому невикурених сигарет. По ходу фільму це число неухильно знижується, наближаючи героя до моменту прийняття головного рішення про зраду.
- У фільмі використовуються невеликі рекламні ролики, які прокручуються в голові у головного героя в різних ситуаціях.
- В епізодичній ролі одного зі співробітників офісу, де працює головний герой, знявся режисер фільму Олександр Горновський.
- У художньому оформленні фільму брав участь дизайнер Карім Рашид.
- Авторську музику до фільму написав Сергій Чекрижов — композитор-аранжувальник мюзиклу «Норд-Ост», музичний керівник і композитор групи «Нещасний випадок».
- Композиції, які звучать у фільмі, відібрав музичний редактор Олег Пшеничний, що працював над картиною «Пітер FM».
- За сценарієм фільму була написана книга «20 сигарет». Її автори — сценарист фільму Дмитро Соболєв і журналіст Дмитро Соколов-Митрич.

## Знімальна група
- Режисер — Олександр Горновський
- Сценарист — Дмитро Соболєв
- Продюсер — Ірина Смолко, Максим Суханов
- Композитор — Сергій Чекрижов